# Ismail Doudai Abakar
Ismail Doudai Abakar (* 1. Januar 2004) ist ein katarischer Sprinter und Hürdenläufer, der sich auf die 400-Meter-Distanz spezialisiert hat. Sein jüngerer Bruder Oumar Doudai Abakar ist ebenfalls als Hürdenläufer aktiv.

## Sportliche Laufbahn
Erste Erfahrungen bei internationalen Meisterschaften sammelte Ismail Doudai Abakar im Jahr 2021, als er bei den U20-Weltmeisterschaften in Nairobi in der ersten Runde über 400 Meter disqualifiziert wurde. Im November siegte er bei den Arabischen-U18-Meisterschaften in Radès in 51,59 s über 400 Meter Hürden. Im Jahr darauf gewann er bei den Arabischen-U20-Meisterschaften ebendort in 46,90 s die Silbermedaille über 400 Meter und siegte in 51,56 s im Hürdenlauf. Anschließend gelangte er bei den U20-Weltmeisterschaften in Cali mit 50,18 s auf Rang fünf über 400 Meter Hürden und daraufhin wurde er bei den Islamic Solidarity Games in Konya mit der katarischen 4-mal-400-Meter-Staffel disqualifiziert. 2023 gewann er bei den Hallenasienmeisterschaften in Astana mit der Staffel in 3:09,26 min gemeinsam mit Hussein Ibrahim Issaka, Femi Ogunode und Ammar Ismail Yahia Ibrahim die Silbermedaille hinter dem kasachischen Team. Ende April siegte er in 49,94 s über 400 Meter Hürden bei den Westasienmeisterschaften in Doha. Anschließend siegte er in 46,18 s über 400 Meter bei den U20-Asienmeisterschaften in Yecheon und siegte dort in 49,30 s über 400 Meter Hürden und stellte damit einen neuen Meisterschaftsrekord auf. Daraufhin kam er bei den Asienmeisterschaften in Bangkok mit 53,03 s nicht über den Vorlauf hinaus und gewann mit der Staffel in 3:04,26 min gemeinsam mit Bassem Hemeida, Abubaker Haydar Abdalla und Ashraf Hussen Osman die Bronzemedaille hinter den Teams aus Sri Lanka und Indien. Im Oktober belegte er bei den Asienspielen in Hangzhou in 46,48 s den achten Platz über 400 Meter und gewann mit der Staffel in 3:02,05 min gemeinsam mit Abderrahman Samba, Ashraf Hussen Osman und Bassem Hemeida die Silbermedaille hinter dem indischen Team.

## Persönliche Bestzeiten
- 400 Meter: 46,03 s, 29. September 2023 in Hangzhou
- 400 m Hürden: 49,18 s, 5. Mai 2023 in Doha